# Uroczystość Najświętszego Serca Pana Jezusa
Uroczystość Najświętszego Serca Pana Jezusa – w liturgii Kościoła katolickiego uroczystość ku czci Serca Jezusa przypadająca w pierwszy piątek po oktawie Bożego Ciała, a zatem w piątek po drugiej niedzieli po Zesłaniu Ducha Świętego (Zielonych Świątkach, Pięćdziesiątnicy). Może więc wypaść pomiędzy 29 maja a 2 lipca.
Uroczystość ta została ustanowiona po objawieniu się Chrystusa świętej Małgorzacie Marii Alacoque w latach 1673–1675. W objawieniach tych Chrystus polecił, by ustanowiono święto ku czci Jego Serca w pierwszy piątek po oktawie Bożego Ciała oraz odprawiania specjalnego nabożeństwa. Wiernym, którzy będą oddawać cześć Boskiemu Sercu, obiecał wiele łask (tzw. obietnice Serca Jezusowego).
Formalnie święto, jako uroczystość liturgiczna, zostało ustanowione przez papieża Klemensa XIII w dniu 6 lutego 1765, wówczas tylko dla Królestwa Polskiego, w wyniku zgody papieża na skierowany do niego memoriał biskupów polskich. Uroczystość tę rozszerzył na cały Kościół dopiero papież Pius IX w dniu 23 sierpnia 1856.